# لودفيغ الأول ملك بافاريا
لودفيغ الأول ملك بافاريا (بالألمانية: Ludwig I؛ 25 أغسطس 1786 - 29 فبراير 1868)؛ كان ملك بافاريا من عام 1825 حتى ثورات 1848 في الولايات الألمانية.

## سيرته الأولى
ولد لودفيغ في ستراسبورغ لوالديه الكونت بالاتينات ماكسيمليان الأول يوزف من تسفابيروكن (لاحقاً: ماكسيمليان يوزف الأول ملك بافاريا) وزوجته الأولى الأميرة أوغستا فيلهلمين من هسن-دارمشتات، أثناء وقت ولادته كان والده ضابطًا في الجيش الفرنسي المتمركزة في ستراسبورغ، سمي بذلك تيمناً للعرابه لويس السادس عشر ملك فرنسا.
في 1 أبريل 1795خلف والده أخِيه كارل الثاني كـ دوق تسفابيروكن، وفي 16 فبراير 1799 أصبح ناخب بافاريا والكونت بالاتينات-الراين، وقائد الإمبراطورية ودوق برغ مع انقراض فرع زولتساخ بوفاة الناخب كارل تيودور، وفي 1 يناير 1806 أصبح والده ملك بافاريا بعد انهيار الإمبراطورية.
منذ 1803 درس لودفيغ في لاندشوت وغوتنغن على يد الكاهن يوهان مايكل سيلر، وفي 12 أكتوبر 1810 تزوج من تيريز شارلوت لويز ابنة فريدرخ دوق ساكس-هيلدبورغهاوزن (لاحقاً:دوق ساكس-ألتنبورغ)؛ كان حفل الزفاف مناسبة لمهرجان أكتوبر التي أُقيم لأول مرة.
رفض لودفيغ بشدة تحالف والده مع نابليون الأول إمبراطور فرنسا، ولكن على الرغم من سياسته المناهضة لفرنسا، إلا أنه كان عليه الانضمام إلى القوات البافارية المتحالفة مع الإمبراطور الفرنسي في عام 1806، وبصفته قائد الفرقة البافارية الأولى في الفيلق السابع خدم تحت قيادة المارشال فرانسوا جوزيف يفبفر عام 1809، وأيضا شارك في معركة آبنسبيرغ في 20 أبريل ضد الإمبراطورية النمساوية.
مع معاهدة ريد في 8 أكتوبر 1813 تخلت بافاريا عن اتحاد الراين ووافقت على الانضمام إلى التحالف السادس ضد نابليون وذلك لضمان استمرار على وضعها السيادي والمستقل، وفي 14 أكتوبر أصدرت بافاريا إعلانًا رسميًا للحرب ضد فرنسا النابليونية، دعم الأمير لودفيغ والمارشال فون وريدي هذه المعاهدة بشدة.
وخلال مؤتمر فيينا لعام 1815 دعا لودفيغ إلى سياسة وطنية ألمانية، وأيضا كان شغل ولي العهد حتى عام 1816 منصب الحاكم العام لدوقية زالتسبورغ بحيث عارض بشدة تنازلها لصالح النمسا، حتى أن ابنه الثاني أوتو ملك اليونان فيما بعد وُلد هناك، وبين عامي 1816 و1825 أمضى سنواته في فورتسبورغ، قام أيضًا بالعديد من الرحلات نحو إيطاليا وأصبح يقيم في فيلا مالطا في روما، والتي اشتراها أيضًا لاحقًا في 1827، دعم لودفيغ بسخاء حركة فلهيلينية باعتبارها الداعمة لاستقلال اليونان، حيث قدم للحرب 1821 قرضًا بقيمة 1.5 مليون فلورين من أمواله الخاصة.
في عام 1817 شارك لودفيج أيضًا في سقوط رئيس الوزراء الكونت ماكس جوزيف فون مونتجيلاس الذي عارض سياساته كثيراً، خلف والده على العرش عام 1825.

## حكم
تأثر حكم لودفيج بشدة بحماسه للفنون والمرأة وبإصراره على الملكية المطلقة، كان لودفيغ متأثراً أيضا للحقبة عصور الوسطى الألمانية، وذلك أمر بإعادة إنشاء العديد من الأديرة في بافاريا والتي أصبحت مغلقة منذ فترة الوساطة الألمانية، وأعاد تنظيم المناطق الإدارية في بافاريا في عام 1837 وعلى حسب الأسماء القروسطية: بافاريا العليا وبافاريا السفلى وفرانكونيا وشوابيا وبالاتينات العليا وبالاتينات، وأيضا قام بتغيير ألقاب الملكية إلى لودفيغ، ملك بافاريا، دوق فرانكونيا، دوق شوابيا وكونت بالاتينات-الراين، احتفظ خلفاؤه بهذه الألقاب.
لم تتحقق خطة لودفيغ حول إعادة توحيد الجزء الشرقي للمملكة بالاتينات مع بافاريا، بحيث اختفت الانتخابية جزئياً التي كانت يحكمها فرع من آل فيتلسباخ في عهد نابليون عندما ضمت فرنسا لأول مرة الضفة اليسرى لنهر الراين، بما في ذلك حوالي نصف أراضي بالاتينات إليها، ثم أعطت ما تبقى على الضفة اليمنى بما في ذلك مانهايم وهايدلبرغ إلى بادن خلال فترة الوساطة الألمانية لعام 1803، وفي عام 1815 تم تأكيد ملكية بادن على مانهايم وهايدلبرغ، في حين تم إعادة أراضي على الضفة اليسرى فقط إلى بافاريا، أسس لودفيغ مدينة لودفيغسهافن هناك كمنافس بافاري لمانهايم.
نقل لودفيغ جامعة لودفيغ-ماكسيميليان من لاندشوت إلى ميونيخ في عام 1826، وكما شجع التصنيع في بافاريا، وأيضا بدأ في حفر قناة بين نهري الماين والدانوب، وفي عام 1835 تم إنشاء أول خط سكك حديدية ألمانية في منطقته بين مدينتي فورث ونورنبرغ، انضمت بافاريا إلى الاتحاد الجمركي في عام 1834.
كما دعم لودفيغ الكفاح اليوناني من أجل الاستقلال، تم انتخاب ابنه الثاني أوتو ملكًا لليونان في عام 1832. كانت حكومة أوتو تُدار في البداية من قبل مجلس وصي مكون من ثلاثة رجال من مسؤولي البلاط البافاري.
بعد ثورة يوليو 1830 في فرنسا، أصبحت سياسة لودفيغ الليبرالية السابقة أكثر قمعية، كشف مهرجان هامباشر في عام 1832 عن استياء السكان الناجم عن ارتفاع الضرائب والرقابة، فيما يتعلق بالاضطرابات في مايو 1832، بدأت حوالي 142 محاكمة سياسية، وخفف الملك أحكام الإعدام السبعة التي صُدرت إلى السجن الطويل الأمد، كان من المقرر إجراء حوالي 1000 محاكمة سياسية في عهد لودفيغ، بخصوص الرقابة الصارمة، التي أعادها بعد أن ألغها في عام 1825، وبذلك عارضته جموع كبيرة من السكان.
في عام 1837 سيطرت ألترامونتانية المدعومة من الكنيسة الرومانية الكاثوليكية على البرلمان البافاري وبدأوا بحملة تغييرات دستورية؛ مثل إزالة الحقوق المدنية التي مُنحت سابقًا للبروتستانت، وبالإضافة إلى فرض الرقابة السياسية، وفي 14 أغسطس 1838 أصدر الملك أمرًا لجميع أفراد الجيش بالركوع في حضور القربان المقدس خلال مواكب القربان المقدس وخدمات الكنيسة، هذه السياسة كانت سارية عندما لا تزال بافاريا كاثوليكية خالصة تقريبًا في الفترة التي سبقت عام 1803، وكذلك تم إيقاف إدراج مناطق بروتستانتية كبيرة، أدت الاضطرابات الكاثوليكية أثناء جنازة الملكة البروتستانتية كارولين من بادن في عام 1841 إلى تسبب في فضيحة، خففت معاملة زوجة أبيه المحبوبة بشكل دائم من موقف ربيبها لودفيغ الأول، الذي كان حتى ذلك الوقت معارضًا قويًا للبروتستانتية على الرغم من زواجه من الأميرة البروتستانتية تيريز دي ساكس-هيلدبورغهاوزن، انتهى النظام ألترامونتانية في بافاريا فقط عندما طالبوا بتجسس على عشيقته البروتستانتية والأيرلندية المولد إليزا غيلبرت (والمعروفة أكثر بـ لولا مونتيز)؛ مما أدى لى استيائه وقام بطرد ألترامونتانين بقيادة كارل فون أبيل.
في عام 1844 واجه لودفيج أعمال شغب البيرة بعد رفع سعر الضربية على البيرة، وخلال ثورات 1848 واجه الملك احتجاجات ومظاهرات متزايدة من قبل الطلاب والطبقات الوسطى، حيث أنه أمر بإغلاق الجامعة في فبراير وفي 4 مارس هاجم حشد كبير مخزن الأسلحة لاقتحام القصر الملكي، تمكن شقيقه الأمير كارل من استرضاء المتظاهرين، ومع ذلك الأسرة المالكة ومجلس الوزراء انقلبوا ضده. كان عليه أن يوقع ما يسمى بـ «إعلان مارس» مع تنازلات كبيرة، وفي 16 مارس 1848 تجددت اضطرابات من جديد مع عودة لولا مونتيز إلى ميونيخ بعد فترة النفي القصيرة، واضطر لودفيغ إلى السماح للشرطة بتفتيشها في 17 مارس، وبسبب عدم رغبته في الحكم كملك دستوري، تنازل لودفيغ في 20 مارس 1848 لصالح ابنه الأكبر ماكسيميليان.
عاش لودفيغ عشرين عامًا أُخرى بعد تنازله عن العرش وبقي مؤثرًا، وخاصة أنه واصل العديد من مشاريعه الثقافية، وقضى معظم وقته في ميونيخ بمحل إقامته هو قصر فيتلسباخ ذو الطراز القوطي الجديد، والذي تم بناؤه ذات مرة لخليفته ولم يكن محبوبًا من قبل لودفيغ. توفي في نيس عام 1868، ودفن في دير القديس بونيفاس، ميونيخ الذي أمر ببنائه.

## الإرث الثقافي
بصفته معجبًا باليونان القديمة وعصر النهضة الإيطالية، رعى لودفيغ العديد من الفنون والمباني على طراز الكلاسيكية الجديدة خاصة في ميونيخ، بحيث قام ببناء قاعة فالهالا، وبفراين سالو، وفصر لودفيغسهوهه، وبومبيجانوم، وشارع لودفيغ بميونخ، وتمثال بافاريا، ورومشال، وجليبوثيك، وبيناكوثيك القديم والجديد.

## روابط خارجية
- لودفيغ الأول ملك بافاريا على موقع الموسوعة البريطانية (الإنجليزية)
- لودفيغ الأول ملك بافاريا على موقع الموسوعة البريطانية (الإنجليزية)